# Épargnes
Épargnes ist eine französische Gemeinde mit 925 Einwohnern (Stand: 1. Januar 2022) im Département Charente-Maritime in der Region Nouvelle-Aquitaine (vor 2016: Poitou-Charentes); sie gehört zum Arrondissement Saintes und zum Kanton Saintonge Estuaire. Die Einwohner werden Épargnais genannt.

## Geographie
Épargnes liegt etwa fünf Kilometer nordöstlich des Ästuars der Gironde sowie etwa 80 Kilometer nordnordwestlich von Bordeaux.
Nachbargemeinden von Épargnes sind Cozes im Norden, Saint-André-de-Lidon im Nordosten, Virollet im Osten, Chenac-Saint-Seurin-d’Uzet im Süden, Barzan im Westen sowie Arces im Westen und Nordwesten.

## Bevölkerungsentwicklung
| Jahr                       | 1962 | 1968 | 1975 | 1982 | 1990 | 1999 | 2006 | 2019 |
| Einwohner                  | 686  | 677  | 683  | 681  | 676  | 734  | 781  | 874  |
| Quellen: Cassini und INSEE |      |      |      |      |      |      |      |      |

## Sehenswürdigkeiten
- Kirche Saint-Vincent (siehe auch: Liste der Monuments historiques in Épargnes)

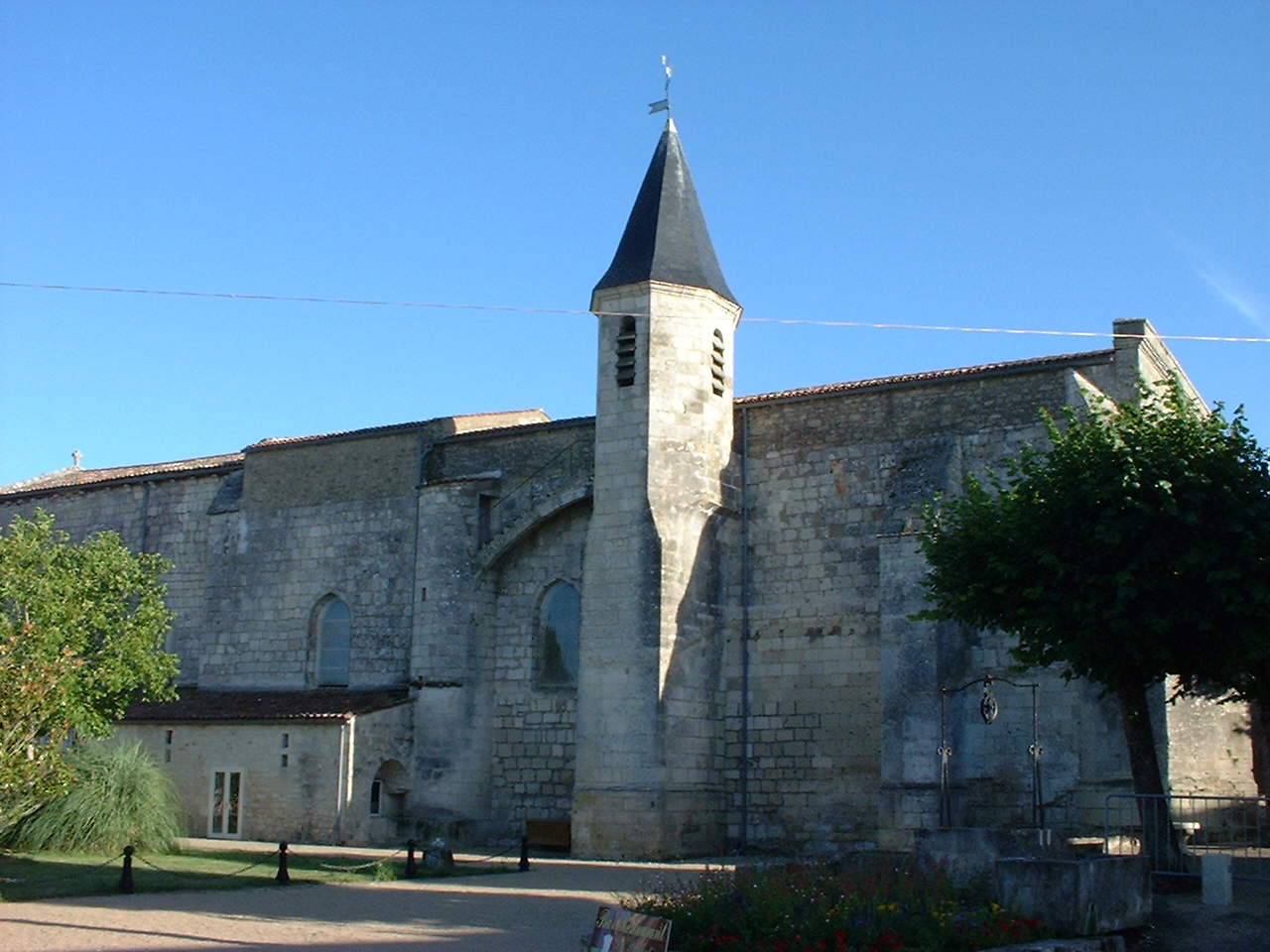
Kirche Saint-Vincent